# Tel Zehavi
Tel Zehavi (hebrejsky: תל זהבי) je pahorek o nadmořské výšce – 108 metrů v severním Izraeli, v Bejtše'anském údolí.
Leží nedaleko od severovýchodního úpatí pohoří Gilboa, cca 3 kilometry jihozápadně od města Bejt Še'an a 1,5 kilometru severozápadně od vesnice Rešafim. Má podobu nevýrazného odlesněného návrší, které vystupuje z roviny Bejtše'anského údolí. Na jižní a jihozápadní straně probíhá vádí Nachal Moda. Okolí pahorku doplňují na západě četné umělé vodní nádrže. Na sever od Tel Zehavi se rozkládají další pahorky a to Tel Šokek a Tel Soka.